# ナイジェル・ローソン
ブレイビーのローソン男爵ナイジェル・ローソン（英語：Nigel Lawson, Baron Lawson of Blaby, PC、1932年3月11日 - 2023年4月3日）は、イギリスの政治家、一代貴族。保守党に所属する。料理研究家のナイジェラ・ローソンの父である。

## 経歴

### 政治家になるまで
1932年3月11日にロンドンのハムステッドにて、シティの金融商品取引会社のオーナーであるラルフ・ローソン（Ralph Lawson）の息子として誕生する。裕福なユダヤ人家庭の生まれだった。ウェストミンスター・スクールを経て、オックスフォード大学クライスト・チャーチを卒業。
大学卒業後、ジャーナリストとして活動する。1956年から1960年まで『フィナンシャル・タイムズ』紙で働き、1961年から1963年にかけては『サンデー・テレグラフ』の編集長を務めた。1960年に娘のナイジェラが生まれた。1966年から1970年にかけては『スペクテイター』誌の編集長をしていた。ベトナム戦争には反対の立場だった。

### 政治家として
1974年にブレイビー選挙区から選出されて保守党の下院議員となる。マーガレット・サッチャー政権下の1979年から1981年まで財務担当政務次官、1981年から1983年までエネルギー省の大臣となる。1983年からは財務大臣に就任。以降1989年に辞任するまでサッチャリズムの改革を主導し、規制緩和や民営化を行った。サッチャーによれば、ローソンは想像力があり、恐れを知らず、説得力があり、前任者のジェフリー・ハウと違って決断が早いのだという。サッチャーはローソンを独創的な経済発案者だと評した。1988年に所得税の最高税率を60%から40%へと下げたが、人頭税の導入には反対し、1989年に辞任した。
1992年7月1日に一代貴族ブレイビーのローソン男爵に叙されて、貴族院議員に列する。

### 電力会社の民営化
サッチャー政権では様々な民営化が行われたが、電力会社の民営化は政治的かつ技術的に難しいものであった。1983年にローソンらが電力産業に競争原理を導入する法を導入したが、スコットランドではほとんど効果がなかった。サッチャーらはこれらを国営企業による独占だと考え、可能な限り民営化することが課題だとした。保守党の1987年イギリス総選挙マニフェストに電力会社の民営化を盛り込んだ。だが原子力発電所の存在は事態を複雑にし、民営化を難しくした。サッチャー自身は、原子核エネルギーは環境の観点とエネルギー安全保障の観点から重要だと考えていた。
電力会社はおおまかに発電と送電会社に分けられる。発電会社を分割して競争原理を導入するにしても、どの会社が原子力発電を有するかで競争の公平性が失われる。ローソンはより多くの会社に分割する案に賛成だった。分割すべきか否かでサッチャー政権の内部で意見が分かれた。結局電力に関しては二つに分割する案にサッチャーは賛成した。
サッチャーの経済アドバイザーだったアラン・ウォルターズは、原子力発電の民営化には反対だった。これは安全性の問題ではなく、コストの問題だった。安全性は民間が行っても十分なレベルを維持できるが、（利潤を追求しなければならない民間が運営した場合）原子力発電の遊休にもコストがかかる事実が障害となるのである。結局サッチャー政権は、原子力発電に関しては国営を継続させる決定を下した。

### EU懐疑論
2015年時点では英国のEU離脱運動における主要人物の一人と考えられた。EU法の英国の法に対する優位性の拒否、中国・インドなどとの独自の貿易協定交渉開始、EUの移民受け入れの制限、「緊密化していく欧州連合」への明確な反対をEU側に確約させることなど反EU姿勢を鮮明にしている。
ローソンは、EU離脱の是非を問う国民投票の投票日が決定した後に、閣僚によるEU離脱のためのキャンペーンを許可するようデービッド・キャメロン首相に要請した。